# 앤빌 (게임 엔진)
앤빌(Anvil, 2006년 이전에는 "시미터/Scimitar" 개발 프로젝트 이름을 사용)은 2007년에 비디오 게임 개발사 유비소프트 몬트리얼이 마이크로소프트 윈도우, 플레이스테이션 3, 엑스박스 360, 위 U, 플레이스테이션 비타, 플레이스테이션 4에 사용할 목적으로 제작한 게임 엔진이다.

## 엔진 적용 게임
시미터
- 어쌔신 크리드 (2007년)
- 페르시아의 왕자 (2008년)
- 숀화이트 스노우보딩 (2008년)

앤빌
- 어쌔신 크리드 II (2009년)
- 페르시아의 왕자: 시간의 모래 (2010년)[2]
- 어쌔신 크리드: 브라더후드 (2010년)
- 어쌔신 크리드: 레벨레이션 (2011년)
- Tom Clancy's Rainbow 6: Patriots

앤빌넥스트
- 어쌔신 크리드 III (2012년)[3]
- 어쌔신 크리드 III: 리버레이션 (2012년)
- 어쌔신 크리드 IV: 블랙 플래그 (2012년)
- 레인보우 식스: 시즈 (2015년)

## 참조
1. ↑  VE3D, "Prince of Persia 2008 Information Ubidays 2008" 보관됨 2008-07-01 - 웨이백 머신
2. ↑  Crecente, Brian. “The Latest Prince of Persia Plays With Solid Water and Flexible Time”. Kotaku.
3. ↑  “GAMING NEWS: ASSASSIN’S CREED 3 OFFICIALLY UNVEILED”. 2015년 11월 20일에 원본 문서에서 보존된 문서. 2013년 5월 16일에 확인함.